# The Wind That Shakes the Barley
The Wind That Shakes the Barley è un album della cantante e compositrice canadese Loreena McKennitt, uscito il 12 novembre 2010 in Canada e distribuito in Europa nel gennaio 2011. 
Si tratta di una raccolta di brani tradizionali irlandesi riarrangiati dall'artista.
Il disco è stato pubblicato sia in versione CD che in LP (quest'ultimo in tiratura limitata a sole 5000 copie).

## Tracce
1. As I Roved Out
2. On a Bright May Morning
3. Brian Boru's March
4. Down by the Sally Gardens
5. The Star of the County Down
6. The Wind That Shakes the Barley
7. The Death of Queen Jane
8. The Emigration Tunes
9. The Parting Glass

## Classifiche

### Andamento nella classifica italiana
| Posizione | 58 | 65 | 59 | 89 | 99 | - | 88 |  |